# Androcha család
Az androsi és szupniczai báró Androcha család egy bizonytalan eredetű magyar nemesi család.

## Története
Az állítólag régi magyar nemesi családból származó Androcha János Mihály az első, akinek a nevével találkozhatunk ebből a családból. Fiume város tanácsosa és Vinodol grófság kapitánya volt, feleségével, Corsi Katalinnal, gyermekeivel és unokáival együtt 1687-ben említik meg.

## Címere
Kempelen Béla következőket írja a bővített ősi címerről:
„Czímer: négyelt paizs koronás szivpaizszsal; az 1. és 4. arany mezőben tekervényes (?) kövön álló term. szinü daru felemelt jobbjában kavicsot tart; a 2. és 3. kék mezőben két összekötött pálmaág között három arany csillag; a szivpaizsban kék mezőben hármas halom tetején arany liliom; három sisak; a két szélső disze; kardot tartó pánczélos kar. a középsőé: kék ruhás ifju jobbjában két pálmaággal, baljában arany liliomot tart; takarók: kék-arany, vörös-ezüst.”„”